# Ácido sinapínico
Ácido sinapínico, ou ácido sinápico, é um ácido carboxílico pequeno de ocorrência natural. É um membro da família de fenilpropanóides. É usado comumente como uma matriz em espectrometria de massa MALDI.  Devido à sua propriedade de absorção de radiação laser e de doador de prótons (H+) ao composto analisado ele serve muito bem como uma matriz para MALDI.